# Hagen Neidhardt

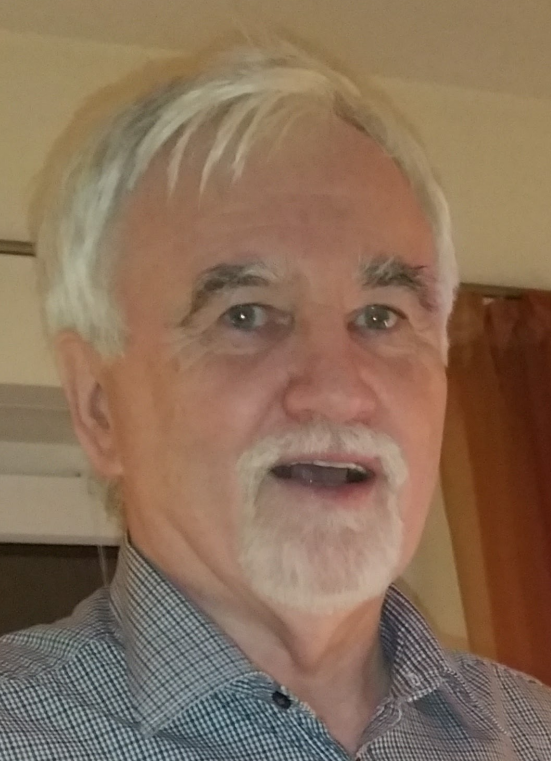
Hagen Neidhardt, 2015

Hagen Ernst Neidhardt (* 20. November 1950 in Gefell, Thüringen; † 23. März 2019 in Berlin) war ein deutscher Mathematiker, der vorwiegend auf dem Gebiet der Operatortheorie und Streutheorie arbeitete.

## Familie
Hagen Neidhardts Vater war Direktor an der Ingenieurschule für Textiltechnik (Hochschule) Reichenbach/Vogtland, und seine Mutter arbeitete als Sachbearbeiterin im Betrieb Vogtlandstoffe. Neidhardt hatte eine Tochter aus erster Ehe und zwei Töchter sowie einen Stiefsohn aus zweiter Ehe mit der
Diplom-Pharmazeutin (DDR) Hiltrud Neidhardt.
Neidhardt lebte in Berlin-Pankow.

## Ausbildung
Neidhardts besondere Begabung und Neigung zur Mathematik wurde von den Eltern und Lehrern früh erkannt. Er besuchte 1957 bis 1967 die Polytechnische Oberschule in Gefell, sowie die Erweiterten Oberschulen in Schleiz und Reichenbach. 1967 wechselte er für zwei Jahre zur Vorbereitung auf ein Studium in der Sowjetunion an die Arbeiter-und-Bauern-Fakultät (ABF) der Martin-Luther-Universität Halle-Wittenberg. Das Institut zur Vorbereitung auf das Auslandsstudium (IVA) der so genannten ABF II in Halle (Saale) bereitete von 1954 bis 1991 delegierte Schüler aus der gesamten DDR auf ein Auslandsstudium vor.
Nach dem Erwerb des Reifezeugnisses (Abitur) nahm er im Sept. 1969 bis Febr. 1975 ein Studium an der physikalischen Fakultät der Leningrader Universität, später umbenannt in Staatliche Universität Sankt Petersburg, auf. Entsprechend seiner Begabung und Neigung zur Mathematik hörte er in Leningrad (heute: Sankt Petersburg) Vorlesungen bei führenden Mathematikern: Mikhail Shlemovich Birman, Ludwig Faddeev, Olga Ladyzhenskaya, Boris Sergeevich Pavlov. Das Diplom legte er 1975 auf dem Gebiet der mathematischen Physik bei Professor Birman mit Auszeichnung ab.

## Tätigkeit als Wissenschaftler
Neidhardt arbeitete 1975 bis 1991 als wissenschaftlicher Mitarbeiter am WIAS, dem Weierstraß-Institut für Angewandte Analysis und Stochastik der Akademie der Wissenschaften der DDR in Berlin, in der von Professor Hellmut Baumgärtel geleiteten Gruppe "Operatortheorie und Mathematische Physik". 1979 promovierte er dort zum Dr. rer. nat. zum Thema Integration von Evolutionsgleichungen mit Hilfe von Evolutionshalbgruppen. Er habilitierte 1987 ebendort zum Dr. sc. nat. (DDR) mit dem Thema "Eine mathematische Streutheorie für maximal dissipative Operatoren". Nach 1989 arbeitete Neidhardt zwischenzeitlich als wissenschaftlicher Mitarbeiter am Fachbereich Mathematik MA 7-2 der Technischen Universität Berlin (Jan. 1992 – Dez. 1993) und am Fachbereich Mathematik der Universität Potsdam (Jan. 1994 – Dez. 1999), und ab Jan. 2000 bis zu seinem beruflichen Abschied (Berentung) im Jahre 2016 wieder am Weierstraß-Institut in Berlin.
Mehrere Auslandsaufenthalte führten ihn u. a. September – Dezember 1977 an das Internationale Banach-Zentrum für Mathematik in Warschau, April – Juni 1982 an das Mathematische Institut der Nationalen Akademie der Wissenschaften der Ukraine in Kiew und von September 1986 bis September 1990 an das Bogoliubov-Labor für Theoretische Physik (BLTP) des Vereinigten Instituts für Kernforschung (VIK) in Dubna/Russland. Dort arbeitete er im Forschungssektor "Mathematische Probleme der Physik" (Leiter: Dr. P. Exner).
Hagen Neidhardt hat von 1978 bis 2019 insgesamt über 190 Publikationen veröffentlicht. Er hat besonders ertragreich mit Jussi Behrndt, Johannes Brasche (* 1956, † 2018), Pavel Exner, Takashi Ichinose, Mark M. Malamud, Joachim Rehberg, Valentin Zagrebnov gearbeitet.
Mehrere mathematische Konzepte wurden nach Neidhardt benannt: die Koplienko-Neidhardt trace formula und der Howland-Evans-Neidhardt-Zugang zu Evolutionsgleichungen im Hilbertraum.
Neidhardt hat mehrere Forscher wissenschaftlich bei der Promotion betreut: Dazu zählen Arthur Stephan (Dissertation in Vorb., WIAS), Lukas Wilhelm, "A Rigorous Landauer-Büttiker Formula and its Application to Models of a Quantum Dot LED" (2013, gemeinsam betreut mit Alexander Mielke, WIAS/HUB) und Michael Baro, "One-dimensional Open Schrödinger-Poisson Systems" (2005, WIAS/HUB).
Die internationale Konferenz "Operator Theory and Krein Spaces" in Wien (19. bis 22. Dezember 2019) mit 60 Teilnehmern war dem Gedächtnis von Hagen Neidhardt gewidmet.